# 埃勒多夫
埃勒多夫是德国石勒苏益格－荷尔斯泰因州的一个市镇。总面积10.20平方公里，总人口511人，其中男性265人，女性246人（2011年12月31日），人口密度50人/平方公里。